# Zinnomyia bifida
Zinnomyia bifida är en tvåvingeart som först beskrevs av Mario Bezzi 1924.  Zinnomyia bifida ingår i släktet Zinnomyia och familjen svävflugor. Inga underarter finns listade i Catalogue of Life.